# Anna Syberg
Pour les articles homonymes, voir Syberg.
Anna Louise Birgitte Syberg est une peintre danoise née le 7 janvier 1870 à Fåborg et morte le 4 juillet 1914 à Copenhague.

## Biographie
Fille du peintre Syrak Hansen (da), Anna Louise Birgitte Hansen est inscrite à l'école technique de Fåborg de 1884 à 1886, puis elle suit les cours de Ludvig Brandstrup et Karl Jensen à Copenhague en 1889-1890. Elle travaille ensuite comme peintre sur porcelaine à la manufacture royale de porcelaine de Copenhague, de 1892 à 1894. Elle épouse Fritz Syberg en 1894 et lui donne sept enfants, dont le compositeur de musique classique Franz Syberg.
En 1902, le couple s'installe à Pilegården, dans la région de Kerteminde, où vit déjà un autre couple de peintres, Alhred (da) et Johannes Larsen (da). Dans les années qui suivent, la demeure des Syberg devient un lieu de rencontre pour de nombreux artistes danois, parmi lesquels l'écrivain Johannes V. Jensen. Une petite colonie de peintres, les Fynboerne ou « peintres de Fionie », prospère autour des Syberg et des Larsen durant cette période.